# Pierre-Ange Le Pogam

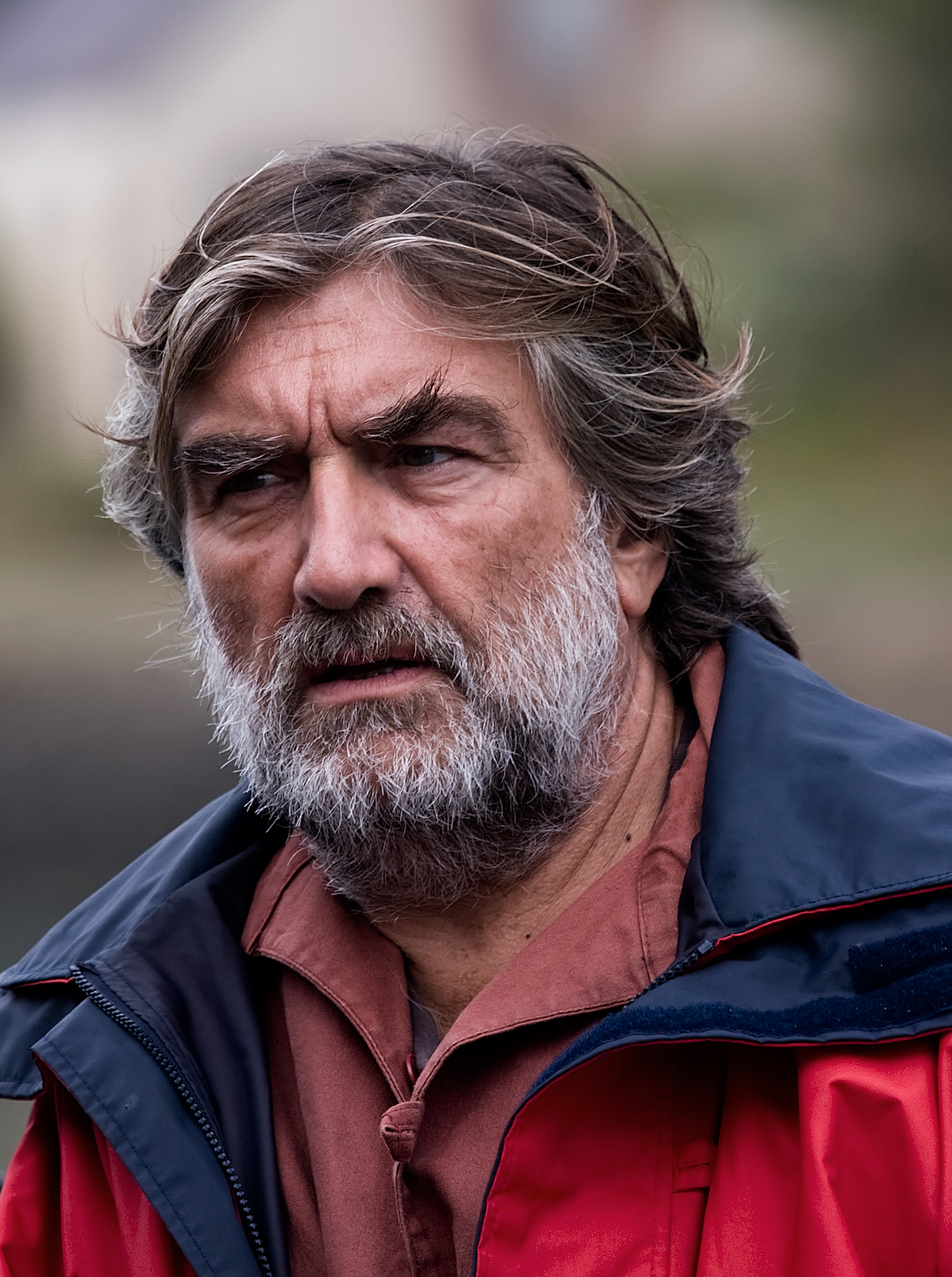
Pierre-Ange Le Pogam

Pierre-Ange Le Pogam (* 20. August 1954 in Lorient) ist ein französischer Filmproduzent.
Pierre-Ange Le Pogam war im Vertrieb bei Gaumont und bei Walt Disney Pictures tätig. Zusammen mit Luc Besson gründete er 2000 die Filmfirma EuropaCorp. Hier war er mit 8 Prozent beteiligt. 2011 verließ er diese Firma wieder.
Für den Film Der Retter wurde er 2010 für einen César und für Grace of Monaco wurde er 2014 für einen Primetime-Emmy nominiert.

## Filmografie (Auswahl)
- 2002: La Turbulence des fluides
- 2003: Michel Vaillant
- 2005: Three Burials – Die drei Begräbnisse des Melquiades Estrada (The Three Burials of Melquiades Estrada)
- 2006: Chanson d’Amour (Quand j’étais chanteur)
- 2006: Kein Sterbenswort (Ne le dis à personne)
- 2007: Hitman – Jeder stirbt alleine (Hitman)
- 2008: 96 Hours (Taken)
- 2009: Staten Island
- 2009: Der Retter (À l`origine)
- 2010: 22 Bullets (L´Immortel)
- 2010: Nachtblende (L’homme qui voulait vivre sa vie), Produzent und Schauspieler
- 2011: Quelle der Frauen (La Source des femmes)
- 2014: Grace of Monaco
- 2015: Maggie